# Den nye sommerfugl
Den nye sommerfugl er en dansk animeret børnefilm fra 2008, der er instrueret af Maris Brinkmanis og Evalds Lacis efter manuskript af sidstnævnte.

## Handling
En sommerfuglefamilie tager på picnic i skoven, men bliver forstyrret midt i frokosten af en ældre sommerfuglefanger på jagt efter nyt bytte. Han fanger sommerfugleforældrene og tager dem med hjem til sin samling. Nu er det op til børnene at bruge al deres fantasi og mod, for hvordan kan de få sluppet forældrene fri?